# Tillandsia intermedia
Tillandsia intermedia es una especie de planta epífita dentro del género  Tillandsia, perteneciente a la  familia de las bromeliáceas. Es originaria de México, donde se encuentra en el Estado de Guerrero, en Zihuetenango. 

## Cultivares
- Tillandsia 'Curly Slim' (T. intermedia × T. streptophylla)[1]
- Tillandsia 'Dimmitt's Delight'[1]
- Tillandsia 'Kanyan' (T. intermedia × T. baileyi)[1]
- Tillandsia 'KimThoa Aldridge' (T. intermedia × T. concolor)[1]
- Tillandsia 'Long John' (T. pseudobaileyi × T. intermedia)[1]
- Tillandsia 'Mudlo' (T. intermedia × T. ionantha)[1]
- Tillandsia 'Victory' (T. intermedia × T. capitata)[1]

## Taxonomía
Tillandsia intermedia fue descrita por Carl Christian Mez y publicado en Bulletin de l'Herbier Boissier, sér. 2 3: 141. 1903.
Etimología
Tillandsia: nombre genérico que fue nombrado por Carlos Linneo en 1738 en honor al médico y botánico finlandés Dr. Elias Tillandz (originalmente Tillander) (1640-1693).
intermedia: epíteto latíno que significa "intermedia"
Sinonimia
- Tillandsia paucifolia subsp. schubertii F.Ebel & J.Röth
- Tillandsia paucifolia var. schubertii Ebel & Roth[4][5]